# Medaglia del giubileo d'oro della regina Vittoria
La medaglia del giubileo d'oro della regina Vittoria era una commemorativa per celebrare il 50º anniversario dell'incoronazione della regina Vittoria del Regno Unito.

## Assegnazione
La medaglia venne assegnata a coloro che parteciparono alle celebrazioni ufficiali del giubileo d'oro della regina Vittoria, inclusi membri della famiglia reale, domestici e funzionari governativi, così come inviati, ambasciatori stranieri e primi ministri coloniali. Destinatari militari comprendevano ufficiali selezionati, marinai e soldati della Royal Navy e della British Army, e dei contingenti indiani e coloniali, che parteciparono alle attività giubilari, tra cui la parata di Londra e la Royal Review a Spithead, dove il comandante di ogni nave ricevette la medaglia in argento.
Una medaglia d'oro del giubileo con un diverso disegno fu assegnata ai membri della Metropolitan Police Service e della City of London Police in servizio durante le celebrazioni del giubileo.

## Descrizione
La medaglia misurava 30 millimetri (1,2 pollici) di diametro. Sul dritto vi era l'effige della regina Vittoria raffigurata con la corona e con un velo che ricade sul retro della testa e del collo circondata dalla scritta VICTORIA DG REGINA ET IMPERATRIX FD. Sul retro si trovava la scritta IN COMMEMORATION OF THE 50TH YEAR OF THE REIGN OF QUEEN VICTORIA · 21 JUNE 1887 in una ghirlanda di rose, trifogli e cardi. Il busto della regina Vittoria sul dritto venne progettato da Sir Joseph Edgar Boehm mentre la corona intrecciata con fiori araldici sul rovescio fu disegnata da Clemens Emptmayer su raccomandazione di Boehm.
Il nastro era bianco con due strisce blu ai lati. Dieci anni dopo, in occasione della celebrazione del giubileo di diamante, i detentori della medaglia del 1887 che erano qualificati per ricevere la medaglia del giubileo di diamante della regina Vittoria ricevettero una barretta con la scritta "1897" da attaccare al nastro della loro medaglia esistente.